# آلبرت بایر
آلبرت بایر (انگلیسی: Albert Beier; ۲۸ سپتامبر ۱۹۰۰ – ۲۱ سپتامبر ۱۹۷۲) بازیکن فوتبال اهل آلمان بود.
از باشگاه‌هایی که در آن بازی کرده‌است می‌توان به باشگاه فوتبال هامبورگ اشاره کرد.